# Затка Чепић
Затка Чепић (итал. Felicia) су насељено место у саставу општине Кршан у Истарској жупанији, Хрватска. До територијалне реорганизације у Хрватској налазили су се у саставу старе општине Лабин.

## Становништво
Према последњем попису становништва из 2011. године у насељу Затка Чепић живео је 31 становник.
| година пописа  | 1857 | 1869 | 1880 | 1890 | 1900 | 1910 | 1921 | 1931 | 1948 | 1953 | 1961 | 1971 | 1981 | 1991 | 2001 | 2011 |
| бр. становника | 0    | 0    | 142  | 167  | 160  | 177  | 0    | 0    | 145  | 127  | 112  | 82   | 52   | 49   | 37   | 31   |

Напомена: У попису 1857. 1969. 1921. и 1931. подаци су садржани у насељу Пургарија Чепић. Ос 1971 исказивано под именом Затка Чепић